# یشی زیمبا
یشی زیمبا (انگلیسی: Yeshey Zimba؛ زادهٔ ۱۰ اکتبر ۱۹۵۲) سیاست‌مدار اهل بوتان است.